# NLMシティホッパー431便墜落事故
NLMシティホッパー431便墜落事故は、1981年10月6日にオランダで発生した航空事故である。ロッテルダム空港からハンブルク空港へ向かっていたNLMシティホッパー431便（フォッカー F-28-4000）が飛行中に激しい乱気流に遭遇して空中分解し、乗員乗客17人全員が死亡した:183。この事故はフォッカー F-28-4000で発生した初めての全損事故、及び死亡事故である。

## 事故機

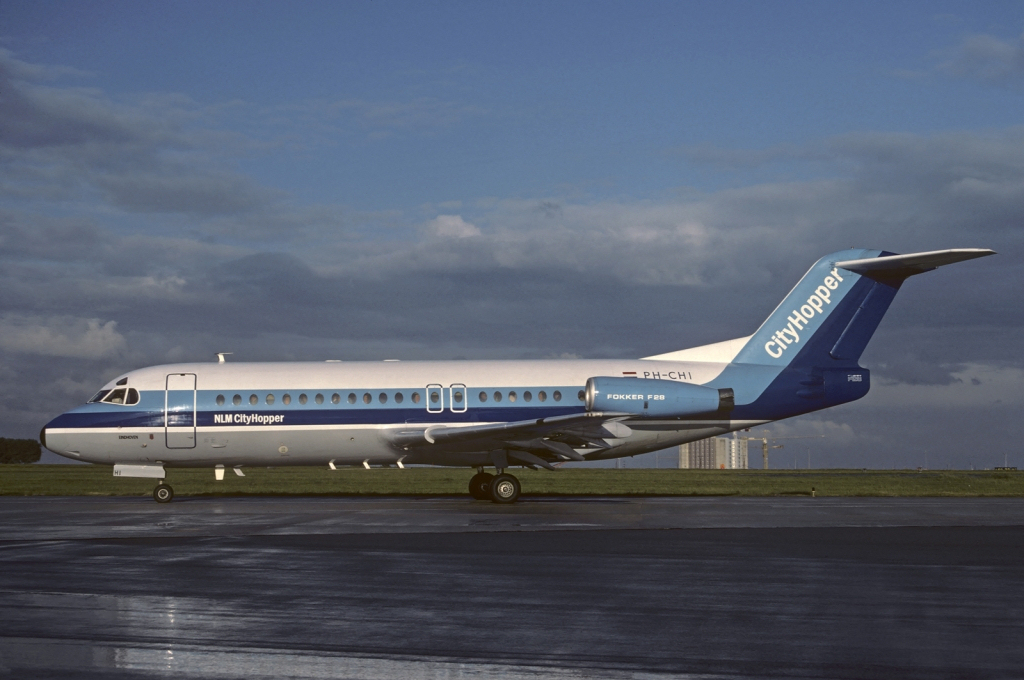
1981年5月に撮影された事故機

事故機のフォッカー F-28-4000（PH-CHI）は1979年に製造番号1141として製造された。総飛行時間は4,485時間で、5,997サイクルの経験があった。

## 事故の経緯
CET16時20分、パイロットたちは離陸前ブリーフィングの最中、ロッテルダム空港の南に雷雨と乱気流があることを知らされた。雲底は1,200フィート (370 m)で、風は南南西から15 - 25ノット (28 - 46 km/h)の強さで視程は5kmだった。CET17時04分、431便はロッテルダム空港を離陸した。17時09分、気象レーダーに激しい雷雨が表示されていたため、パイロットは進路の変更許可を管制官に求めた。

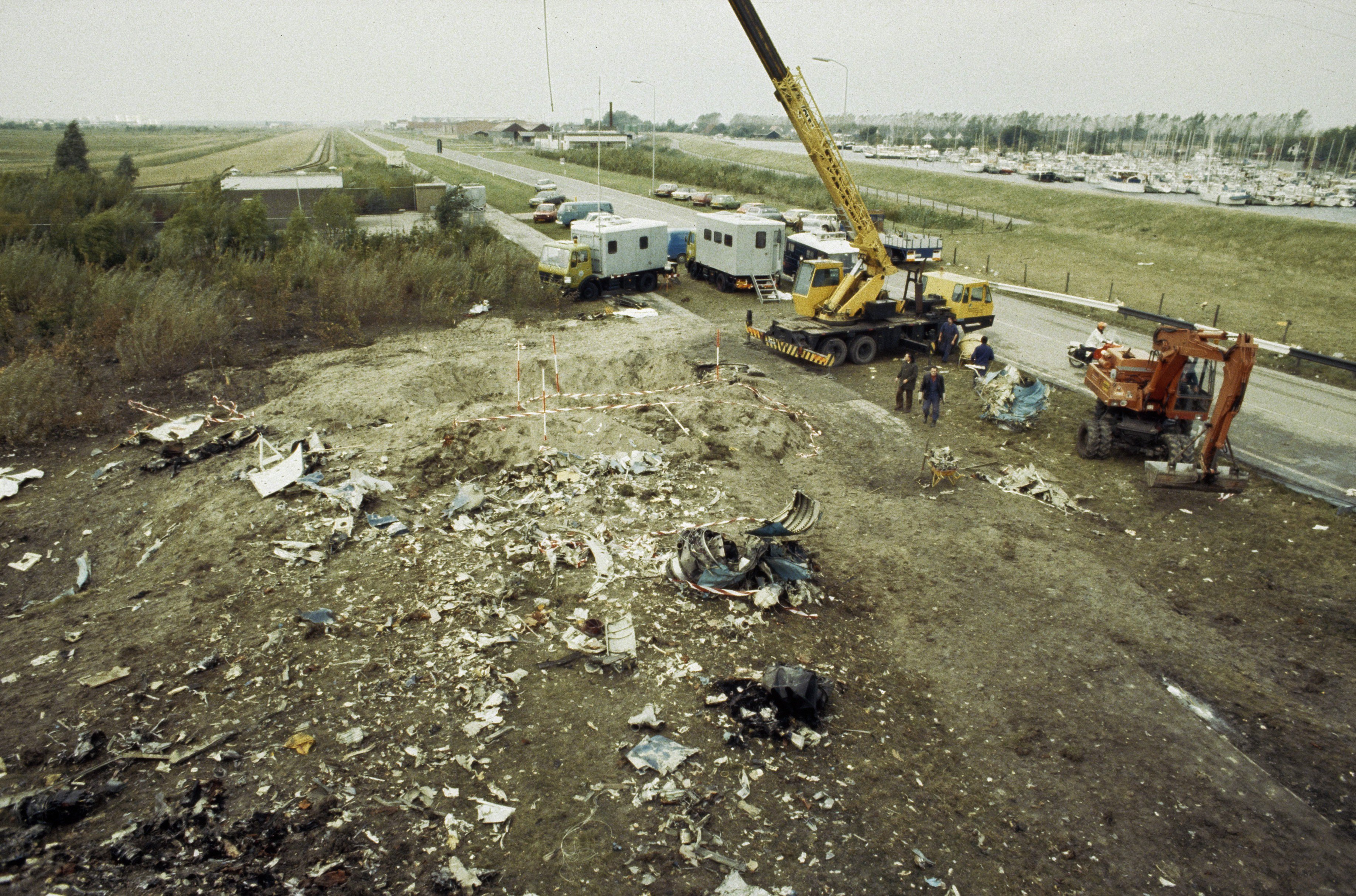
431便の墜落現場

17時12分、431便は竜巻に遭遇した。この竜巻はゼーラント州に多大な被害をもたらしたものであった。激しい乱気流により、機体には+6.8 gから-3.2 gの負荷がかかり、右主翼が脱落した。F-28では最大+4 gまでの負荷しか想定されていなかった。機体は3,000フィート (910 m)からスピンしながら地面に激突した。墜落現場はムールデイク郊外にあるロイヤル・ダッチ・シェルの石油プラントから400m地点だった。搭乗者17人は全員死亡した。事故現場で救助にあたった消防士のうち1人が心臓発作により死亡した。

## 事故調査

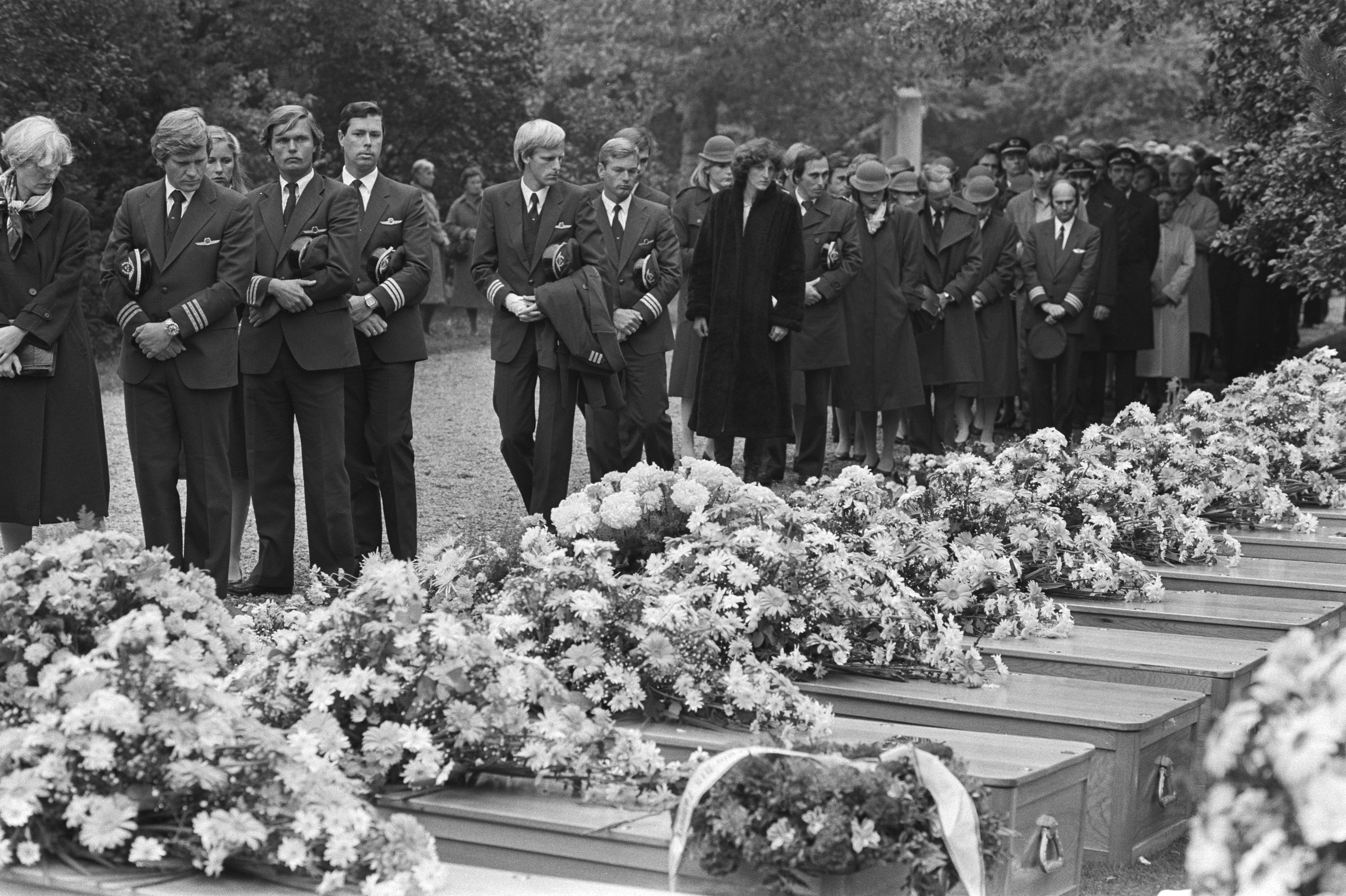
犠牲者の葬儀

オランダの事故調査委員会が調査を行った。高度計のデータには、竜巻に遭遇した時431便が急上昇したと記録されていた。調査から、この急上昇は竜巻により圧力が変化したためだと判明した。